# Карельское деревянное зодчество
Карельское деревянное зодчество — традиционная национальная архитектура карельского народа, одно из направлений архитектуры Карелии. Представлено крестьянскими домами, хозяйственными постройками (амбарами и т. д.) и часовнями. Карельское зодчество появилось и развивалось под сильным влиянием русского зодчества, особенно новгородского. Примеры карельского зодчества собраны в карельском секторе музея-заповедника «Кижи».

## Описание
Основным материалом построек было дерево (сосна). Здание имели срубную конструкцию из круглых необшитых брёвен. Частым элементом карельской архитектуры было высокое крыльцо с резными столбиками. Поскольку дома были обычно двухэтажными, они имели балконы. Карельские дома имели большие размеры и включали в себя под одной крышей не только жилые, но и множество хозяйственных помещений. Декором служила деревянная резьба оконных наличников, причелин, коников. Многие мотивы резьбы карелы переняли от русских, но переосмыслив в соответствие со своими эстетическими идеалами: так резьба карел получила геометризированные ломанные очертания в противовес русским криволинейным формам.